# Tviggoskär
Tviggoskär är en ö i Åland (Finland). Den ligger i Skärgårdshavet och i kommunen Vårdö i landskapet Åland, i den sydvästra delen av landet. Ön ligger omkring 44 kilometer nordöst om Mariehamn och omkring 250 kilometer väster om Helsingfors.
Öns area är 8 hektar och dess största längd är 440 meter i nord-sydlig riktning.